# Ћалије
Ћалије је урбана четврт Београда. Налази се у општини Палилула.

## Географија
Најјужнија је махала у општини, смештена у западном делу Вишњичког поља, простирући се дуж Миријевског булевара са обе стране Миријевског потока. Граничи се са насељима Карабурма и Роспи Ћуприје на северу, Звездаром ка западу и Миријеву на југу.
Углавном је стамбено насеље са 6323 становника, према попису становништва из 2002. године. Име је изведено из турске речи çali, што значи грм.